# Karate-Europameisterschaften 1994
Die 29. Karate-Europameisterschaften der European Karate Federation wurden vom 2. bis 4. Mai 1994 in der National Indoor Arena in Birmingham, England ausgetragen.

## Medaillen Herren

### Einzel
| Kategorie     | Gold                | Silber              | Bronze                              |
| ------------- | ------------------- | ------------------- | ----------------------------------- |
| Kata          | Michaël Milon       | Luis-María Sanz     | Pasquale Acri                       |
| Kumite –60 kg | Hakan Yagli         | David Luque Camacho | Damien Dovy Patrik Eriksson         |
| Kumite –65 kg | Michaël Braun       | Tim Stephens        | Scott Cunningham Daniele Simmi      |
| Kumite –70 kg | Romain Anselmo      | Aytekin Soykan      | Samad Azadi Alain Varo              |
| Kumite –75 kg | Wayne Otto          | Gennaro Talarico    | Daniel Devigli Massimiliano Oggianu |
| Kumite –80 kg | Gilles Cherdieu     | Davide Benetello    | Gabriel Berg Carlos Meana           |
| Kumite +80 kg | Oscar Olivares      | Vladimir Jokovic    | John Roddie Luigi Salzillo          |
| Kumite Open   | Claudio Della Rocca | Enver Idrizi        | George Petermann Ján Stupka         |

### Mannschaft
| Kategorie | Gold       | Silber     | Bronze          |
| --------- | ---------- | ---------- | --------------- |
| Kata      | Frankreich | Italien    | Spanien         |
| Kumite    | Italien    | Frankreich | England Schweiz |

## Medaillen Damen

### Einzel
| Kategorie     | Gold               | Silber           | Bronze                            |
| ------------- | ------------------ | ---------------- | --------------------------------- |
| Kata          | Cinzia Colajacomo  | Nadia Dumont     | Schahrzad Mansouri                |
| Kumite –53 kg | Sari Laine         | Maryse Mazurier  | Elena Tuccitto Julliet Toney      |
| Kumite –60 kg | Chiara Stella Bux  | Tatjana Petrovic | Carmen García Larissa Karatounova |
| Kumite +60 kg | Sophie Jean-Pierre | Rosa Ortega      | Kirsty Coulter Karin Olsson       |
| Kumite Open   | Consuelo Hernández | Nathalie Beniot  | Patricia Duggin Sari Laine        |

### Mannschaft
| Kategorie | Gold       | Silber     | Bronze          |
| --------- | ---------- | ---------- | --------------- |
| Kata      | Spanien    | Frankreich | Deutschland     |
| Kumite    | Frankreich | Schweden   | Italien Spanien |

## Medaillenspiegel
| Platz | Land        | Gold | Silber | Bronze | Gesamt |
| ----- | ----------- | ---- | ------ | ------ | ------ |
| 1     | Frankreich  | 7    | 5      | 2      | 14     |
| 2     | Italien     | 4    | 3      | 6      | 13     |
| 3     | Spanien     | 3    | 3      | 4      | 10     |
| 4     | England     | 1    | 1      | 3      | 5      |
| 5     | Türkei      | 1    | 1      | 0      | 2      |
| 6     | Finnland    | 1    | 0      | 1      | 2      |
| 7     | Jugoslawien | 0    | 2      | 0      | 2      |
| 8     | Schweden    | 0    | 1      | 3      | 4      |
| 9     | Kroatien    | 0    | 1      | 0      | 1      |
| 10    | Deutschland | 0    | 0      | 3      | 3      |
|       | Schottland  | 0    | 0      | 3      | 3      |
| 12    | Österreich  | 0    | 0      | 2      | 2      |
| 13    | Russland    | 0    | 0      | 1      | 1      |
|       | Slowakei    | 0    | 0      | 1      | 1      |
|       | Schweiz     | 0    | 0      | 1      | 1      |
| Total | Total       | 17   | 17     | 30     | 64     |